# 심메리아
심메리아(symmeria, 학명: Symmeria paniculata 심메리아 파니쿨라타[*])는 마디풀과의 단형 아과인 심메리아아과(symmeria亞科, 학명: Symmerioideae 심메리오이데아이[*])의 단형 속인 심메리아속(symmeria屬, 학명: Symmeria 심메리아[*])에 속하는 유일한 종이다. 남아메리카 중북부 및 서아프리카에 분포한다.